# Cupa României 1956
La Cupa României 1956 è stata la 19ª edizione della coppa nazionale disputata tra il 13 settembre e il 9 dicembre 1956 e conclusa con la vittoria del Progresul Oradea, al suo primo titolo.

## Sedicesimi di finale
Gli incontri si sono disputati tra il 13 e il 20 settembre 1956. In caso di parità dopo i tempi supplementari si qualifica la squadra che gioca in trasferta.
| Squadra 1                   | Risultato | Squadra 2             |
| --------------------------- | --------- | --------------------- |
| Locomotiva Arad             | 2 - 5     | Locomotiva Timișoara  |
| Progresul Bistrița          | 1 - 2     | Energia Câmpia-Turzii |
| Dinamo Bârlad               | 3 - 2 dts | Locomotiva Constanța  |
| Dinamo Bucarest B           | 2 - 0     | Progresul București   |
| Locomotiva Cluj             | 1 - 1 dts | Progresul Oradea      |
| Locomotiva Constanța        | 0 - 1     | Progresul București   |
| Energia Metalul Galați      | 1 - 0 dts | Progresul Focșani     |
| Energia Flacăra Mediaș      | 0 - 1     | Energia Ploiești      |
| Flacăra Moreni              | 0 - 5     | Locomotiva București  |
| Energia Reșița              | 1 - 2     | Flamura Roșie Arad    |
| Progresul Sibiu             | 2 - 0     | Energia Petroșani     |
| Energia 1 Mai Ploiești      | 1 - 5     | Dinamo Bucarest       |
| Steagul Roșu Brașov         | 2 - 1     | Dinamo Brașov         |
| Recolta Avântul Târgu-Mureș | 0 - 0 dts | Știința Cluj          |
| Locomotiva Turnu Severin    | 3 - 1     | Știința Timișoara     |
| Flamura Roșie Suceava       | 4 - 4 dts | Dinamo Bacău          |

## Ottavi di finale
Gli incontri si sono disputati tra il 18 ottobre e il 22 novembre 1956.
| Squadra 1                   | Risultato | Squadra 2                |
| --------------------------- | --------- | ------------------------ |
| Energia Steagul Roșu Brașov | 4 - 3     | Dinamo Bucarest          |
| Dinamo Bucarest B           | 0 - 5     | Locomotiva București     |
| Energia Câmpia-Turzii       | 3 - 2 dts | Progresul București      |
| Energia Metalul Galați      | 3 - 0     | Dinamo Bacău             |
| Progresul Sibiu             | 1 - 3     | Energia Flacăra Ploiești |
| Locomotiva Timișoara        | 2 - 1     | Flamura Roșie Arad       |
| Locomotiva Turnu Severin    | 1 - 3     | Progresul Oradea         |
| Știința Cluj                | 1 - 5     | CCA București            |

## Quarti di finale
Gli incontri si sono disputati il 25 novembre 1956
| Squadra 1                   | Risultato | Squadra 2            |
| --------------------------- | --------- | -------------------- |
| Energia Steagul Roșu Brașov | 1 - 1 dts | Progresul Oradea     |
| Locomotiva București        | 3 - 1 dts | Energia Ploiești     |
| Energia Câmpia-Turzii       | 1 - 0     | Locomotiva Timișoara |
| Energia Metalul Galați      | 1 - 8     | CCA București        |

## Semifinali
Gli incontri si sono disputati il 2 e il 6 dicembre 1956.
| Squadra 1             | Risultato | Squadra 2            |
| --------------------- | --------- | -------------------- |
| CCA București         | 2 - 2 dts | Progresul Oradea     |
| Energia Câmpia-Turzii | 2 - 0     | Locomotiva București |

## Finale
La finale venne disputata il 9 dicembre 1956 a Bucarest.
| Arbitro: | Dumitru Schulder (Bucarest) |

|                                        |           |  |
| Ladislau Köszegi 53’ Ladislau Vlad 68’ | Marcatori |  |